# Kostel Saint-Ferdinand-des-Ternes
Kostel Saint-Ferdinand-des-Ternes a Sainte Thérèse de l'Enfant-Jésus (tj. svatého Ferdinanda z Ternes a svaté Terezie od Dítěte Ježíše) je katolický farní kostel v 17. obvodu v Paříži, v ulici Rue d'Armaillé. Kostel je zasvěcený svatému Ferdinandovi III. Kastilskému a svaté Terezii z Lisieux a pojmenován po čtvrti Ternes.

## Historie
Původní kostel sv. Ferdinanda byl postaven v letech 1842-1847 v nové čtvrti Ternes za hranicemi tehdejší Paříže. Kostel vysvětil 25. března 1847 pařížský arcibiskup Denys Affre a zasvětil jej sv. Ferdinandovi na paměť prince Ferdinanda Filipa Orleánského, nejstaršího syna Ludvíka Filipa, který zemřel při nehodě 13. července 1842 nedaleko odtud.
Dne 31. října 1937 začala stavba současného kostela. Dne 12. ledna 1941 pařížský arcibiskup Emmanuel Suhard posvětil kostelní kryptu svaté Terezie od Dítěte Ježíše a dne 6. října 1957 arcibiskup Maurice Feltin vysvětil nový kostel zasvěcený oběma patronům.
Varhany pocházejí z roku 1995 a nahradily starší nástroj z roku 1898, který vytvořil Aristide Cavaillé-Coll.
Tři zvony Désirée, Fernande a Rosalie, které posvětil v roce 1857 kardinál François-Nicolas-Madeleine Morlot, byly přeneseny do zvonice nového kostela.